# Test Robinson
Test Robinson służy do oceny organoleptycznej wpływu materiałów opakowaniowych (podłoża, np. kartonu, farby, lakieru, kleju) na smak lub zapach substancji testowej. Najczęściej używana do testów jest czekolada, która jest środkiem spożywczym bardzo wrażliwym na zmiany sensoryczne. Test przeprowadza się według normy DIN 10955. 
Test Robinson smakowy: w szklanym naczyniu z utartą czekoladą umieszcza się badaną próbkę. Naczynie zostaje szczelnie zamknięte na 24 godziny. Po tym okresie następuje degustacja czekolady przez porównanie jej smaku ze świeżo utartą czekoladą. Przyjmowane jest następująca skala oceny zmiany smaku:
- 0 - nie stwierdzono różnicy smaku
- 1 - ledwie wyczuwalna zmiana smaku
- 2 - słabo wyczuwalna zmiana smaku
- 3 - wyraźnie wyczuwalna zmiana smaku
- 4 - silnie wyczuwalna zmiana smaku

Test Robinson zapachowy: w szklanym naczyniu z utartą czekoladą umieszcza się badaną próbkę. Naczynie zostaje szczelnie zamknięte na 24 godziny. Po tym okresie następuje badanie czekolady przez porównanie jej zapachu ze świeżo utartą czekoladą. Przyjmowane jest następująca skala oceny zmiany zapachu:
- 0 - nie stwierdzono różnicy zapachu
- 1 - ledwie wyczuwalna zmiana zapachu
- 2 - słabo wyczuwalna zmiana zapachu
- 3 - wyraźnie wyczuwalna zmiana zapachu
- 4 - silnie wyczuwalna zmiana zapachu

Stosowanie odpowiednich materiałów opakowaniowych, tj. jak najmniej wpływających na zmianę smaku i zapachu ich zawartości, ma szczególne znaczenie w przemyśle spożywczym czy tytoniowym.